# Lista de governadores de Idaho

## Lista de governadores do Território do Idaho
O Território do Idaho foi formado em 4 de Março de 1863. Durante a sua existência, teve 17 governadores, o último dos quais transitou para primeiro governador do estado.
| #  | Nome                | Mandato   | Nomeado por         |
| -- | ------------------- | --------- | ------------------- |
| 1  | William H. Wallace  | 1863-1864 | Abraham Lincoln     |
| 2  | Caleb Lyon          | 1864-1866 | Abraham Lincoln     |
| 3  | David W. Ballard    | 1866-1870 | Andrew Johnson      |
| 5  | Samuel Bard         | 1870      | Ulysses S. Grant    |
| 6  | Gilman Marston      | 1870-1871 | Ulysses S. Grant    |
| 7  | Alexander H. Connor | 1871      | Ulysses S. Grant    |
| 8  | Thomas M. Bowen     | 1871      | Ulysses S. Grant    |
| 9  | Thomas W. Bennett   | 1871-1875 | Ulysses S. Grant    |
| 10 | David P. Thompson   | 1875-1876 | Ulysses S. Grant    |
| 11 | Mason Brayman       | 1876-1878 | Ulysses S. Grant    |
| 12 | John P. Hoyt        | 1878-1880 | Rutherford B. Hayes |
| 13 | John Baldwin Neil   | 1880-1883 | Rutherford B. Hayes |
| 14 | John N. Irwin       | 1883-1884 | Chester A. Arthur   |
| 15 | William M. Bunn     | 1884-1885 | Chester A. Arthur   |
| 16 | Edward A. Stevenson | 1885-1889 | Grover Cleveland    |
| 17 | George L. Shoup     | 1889-1890 | Benjamin Harrison   |

## Lista de governadores do Estado do Idaho
| #  | Nome                 | Partido     | Mandato       |
| -- | -------------------- | ----------- | ------------- |
| 1  | George L. Shoup      | Republicano | 1890          |
| 2  | N. B. Willey         | Republicano | 1890-1893     |
| 3  | William J. McConnell | Republicano | 1893-1897     |
| 4  | Frank Steunenberg    | Democrata   | 1897-1901     |
| 5  | Frank W. Hunt        | Democrata   | 1901-1903     |
| 6  | John T. Morrison     | Republicano | 1903-1905     |
| 7  | Frank R. Gooding     | Republicano | 1905-1909     |
| 8  | James H. Brady       | Republicano | 1909-1911     |
| 9  | James H. Hawley      | Democrata   | 1911-1913     |
| 10 | John M. Haines       | Republicano | 1913-1915     |
| 11 | Moses Alexander      | Democrata   | 1915-1919     |
| 12 | D. W. Davis          | Republicano | 1919-1923     |
| 13 | Charles C. Moore     | Republicano | 1923-1927     |
| 14 | H. C. Baldridge      | Republicano | 1927-1931     |
| 15 | C. Ben Ross          | Democrata   | 1931-1937     |
| 16 | Barzilla W. Clark    | Democrata   | 1937-1939     |
| 17 | C. A. Bottolfsen     | Republicano | 1939-1941     |
| 18 | Chase A. Clark       | Democrata   | 1941-1943     |
| 19 | C. A. Bottolfsen     | Republicano | 1943-1945     |
| 20 | Charles C. Gossett   | Democrata   | 1945          |
| 21 | Arnold Williams      | Democrata   | 1945-1947     |
| 22 | C. A. Robins         | Republicano | 1947-1951     |
| 23 | Len B. Jordan        | Republicano | 1951-1955     |
| 24 | Robert E. Smylie     | Republicano | 1955-1967     |
| 25 | Don Samuelson        | Republicano | 1967-1971     |
| 26 | Cecil Andrus         | Democrata   | 1971-1977     |
| 27 | John V. Evans        | Democrata   | 1977-1987     |
| 28 | Cecil Andrus         | Democrata   | 1987-1995     |
| 29 | Phil Batt            | Republicano | 1995-1999     |
| 30 | Dirk A. Kempthorne   | Republicano | 1999-2006     |
| 31 | Jim Risch            | Republicano | 2006-2007     |
| 32 | Clement Leroy Otter  | Republicano | 2007 - 2019   |
| 33 | Brad Little          | Republicano | 2019-presente |